# Bryant (nome)
Bryant  è un nome proprio di persona inglese maschile.

## Origine e diffusione
Riprende l'omonimo cognome inglese, a sua volta derivato dal nome Brian.

## Onomastico
Il nome è adespota e quindi l'onomastico viene festeggiato il 1º novembre, giorno dedicato alla festa di Ognissanti.

### Variante Bryant

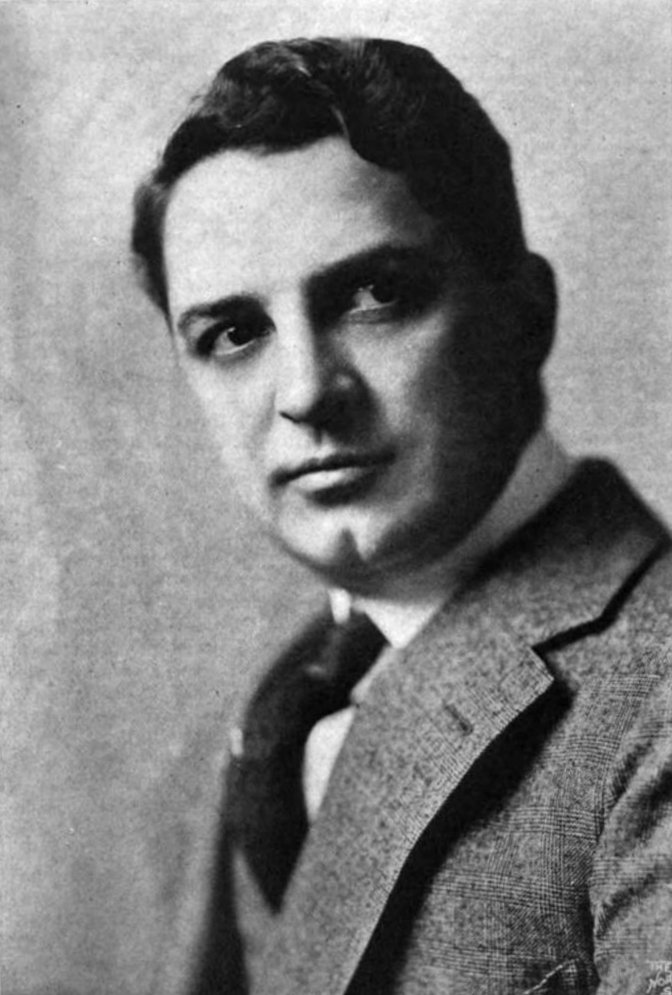
Bryant Washburn

- Bryant Butler Brooks, politico e banchiere statunitense
- Bryant Chang, attore taiwanese
- Bryant Dunston, cestista statunitense naturalizzato armeno
- Bryant McKinnie, giocatore di football americano statunitense
- Bryant Reeves, cestista statunitense
- Bryant Smith, cestista statunitense
- Bryant Stith, cestista e allenatore di pallacanestro statunitense
- Bryant Washburn, attore e produttore cinematografico statunitense
- Bryant Young, giocatore di football americano statunitense